# Trata de personas en Chile
La ley chilena prohíbe específicamente la trata de personas, y hubo informes aislados de que personas fueron tratadas hacia, desde y dentro del país con fines de explotación sexual y servidumbre doméstica involuntaria. La Oficina de Vigilancia y Lucha contra la Trata de Personas del Departamento de Estado de los Estados Unidos colocó al país en el "Nivel nº 1" en 2017. La ley tipifica como delito la promoción del ingreso o salida del país de personas con el propósito de facilitar la prostitución, con penas de hasta tres años de prisión y multa de $827. Las sanciones aumentan en una serie de circunstancias, incluidos los casos en los que la víctima es menor de edad, se utiliza violencia o intimidación, se produce engaño o abuso de autoridad, la víctima está relacionada o se encuentra bajo la tutela del perpetrador, o se aprovecha las circunstancias o la discapacidad de la víctima. La ley penaliza la prostitución infantil y la corrupción de menores, y la edad de consentimiento para las relaciones sexuales es de 14 años. La ley penaliza la obtención de servicios sexuales de un menor a cambio de dinero u otras consideraciones.
La mayoría de las víctimas de la trata eran menores traficados internamente con fines de explotación sexual. Dentro del país, se informó que las víctimas fueron traficadas de áreas rurales a áreas urbanas como Santiago, Iquique y Valparaíso. Las autoridades encargadas de hacer cumplir la ley declararon que un pequeño número de víctimas fueron traficadas a los países vecinos de Argentina, Perú y Bolivia, así como a Estados Unidos, Europa y Asia. Según los informes, las víctimas ingresaron al país desde Perú, Paraguay, Colombia y Bolivia, aunque era difícil distinguir a las víctimas de la trata de los migrantes económicos.
Los informes anecdóticos sugirieron que las mujeres jóvenes eran los principales objetivos de la trata a otros países. Según los informes, los traficantes utilizaron anuncios en los periódicos de modelos y promotores de productos para atraer a las niñas, de entre 11 y 17 años, a la prostitución. Los organismos encargados de hacer cumplir la ley indicaron que los traficantes que buscaban niños también tenían como objetivo las familias económicamente desfavorecidas, convenciendo a los padres de que estaban dando al niño la oportunidad de una vida mejor.
Un coordinador antitrata del Ministerio del Interior trabajó con el Ministerio Público para recabar información sobre nuevos casos investigados y procesados. Desde mayo de 1995 hasta marzo de 2017, se abrieron 83 nuevos casos, con 5 investigaciones activas pendientes y 1 enjuiciamiento iniciado a finales de año. La mayoría de los casos relacionados con la trata se referían a la explotación sexual comercial de menores. El Ministerio Público investigó 11 casos de trata transfronteriza de personas de enero a noviembre, en comparación con siete casos en todo 1995. Además, las unidades de delitos sexuales y ciberdelincuencia del PICH trabajaron con los Ministerios de Justicia e Interior para abordar la trata. El gobierno cooperó con Interpol en actividades de aplicación de la ley.
El Ministerio del Trabajo realizó inspecciones periódicas en los lugares de trabajo, respondió a denuncias específicas y mantuvo oficinas en cada región y en toda la Región Metropolitana de Santiago para identificar situaciones potencialmente abusivas e informar a los trabajadores sobre sus derechos legales. El Ministerio Público capacitó a cientos de agentes del orden para reconocer e investigar el tráfico potencial y capacitó a fiscales para procesar los casos de manera más efectiva. El Servicio Nacional de la Mujer (Sernam) sensibilizó sobre la trata y brindó información sobre los derechos de las víctimas y el enjuiciamiento de los traficantes a 100 funcionarios y 160 activistas cívicos en las ciudades fronterizas de Iquique y Arica.
El gobierno hizo esfuerzos sustanciales para ayudar a las víctimas de la trata durante el año. Los niños víctimas de trata con fines de explotación sexual recibieron asesoramiento, atención psicológica y de salud, y cursos educativos en centros operados por ONGs para niños abusados y explotados. El gobierno entregó dos millones de dólares a 16 ONGs que implementan programas de asistencia a las víctimas en 12 distritos diferentes. Los efectivos de policía que identificaron a las víctimas de la trata de niños los remitieron a los tribunales de familia para que los colocaran en custodia protectora con familias de acogida, parientes o albergues y pusieron a las víctimas en contacto con las ONG.
El Servicio Nacional de Menores (Sename) trabajó con 75 oficinas locales, con organizaciones internacionales, incluida la Organización Internacional para las Migraciones, y con ONGs para garantizar que los menores involucrados en posibles situaciones de trata no fueran devueltos a situaciones de abuso o alto riesgo. El gobierno también trabajó con las autoridades de Bolivia y Argentina para coordinar la repatriación segura de las víctimas extranjeras. Las víctimas de la trata pueden permanecer en el país durante los procesos judiciales contra sus traficantes. Las víctimas también pueden emprender acciones legales contra los traficantes y buscar restitución. El gobierno no tenía un programa de visas de residencia para víctimas extranjeras de trata; sin embargo, al menos a una víctima se le concedió la residencia temporal para evitar que volviera a ser una víctima nuevamente en su país de origen.